# Curt Allmers
Curt Allmers (* 3. September 1902 in  Bremen; † 17. September 1972 in Kopenhagen) war ein deutscher Historiker und Pädagoge in Bremen.

## Biografie
Allmers war mit dem „Marschendichter“ Hermann Allmers verwandt. Er absolvierte eine kaufmännische Lehre im Wollhandel und war dann an einer Bank tätig. Er studierte ab 1924 Rechtswissenschaften und Volkswirtschaft und war als Erzieher in einem Jugendgefängnis tätig. Daraufhin wechselte er und studierte Germanistik, Englisch, Soziologie und Geschichte an der Universität Leipzig, der Universität Freiburg, der Universität Wien und der Universität Göttingen. Er promovierte in Göttingen bei Karl Brandi zum Dr. phil. mit einer Dissertation zum Thema Herrschaft Bederkesa. Er unterrichtete ab 1935 in der Referendarzeit in Oldenburg und ab 1937 als Assessor am Gymnasium am Barkhof in Bremen-Schwachhausen sowie ab 1943 an der Mädchenoberschule in Vegesack. 1939 wurde er Studienrat. Von 1946/47 bis 1967, zuletzt als Oberstudienrat, unterrichtete er am Gymnasium Vegesack in Bremen.
Allmers war Mitglied und längere Zeit stellv. Vorsitzender der Historischen Gesellschaft Bremen sowie Vorstandsmitglied des Vereins für Niedersächsisches Volkstum. Er war Mitglied im Heimat- und Museumsverein Vegesack und im Heimat- und Verschönerungsverein Lesum. Er wirkte durch viele Vorträge und die Leitung von Exkursionen im Bereich der regionalen Geschichte.
Er war verheiratet mit Ruth Allmers und wurde auf dem Vegesacker Friedhof beerdigt.

## Werke (Auswahl)
- Die Freie Hansestadt Bremen und das Amt Bederkesa. In: Jahrbuch der Männer vom Morgenstern, Band 45, 1964, S. 367–374.
- Geschichte der bremischen Herrschaft Bederkesa. (=Veröffentlichungen aus dem Staatsarchiv der Freien Hansestadt Bremen, Heft 10), Bremen 1933. (Digital bei der Staats- und Universitätsbibliothek Bremen)
- Bremische Biographien 1912–1962.
- Bauopfer- und Keramikfunde im Kreis Wesermünde. In: Jahrbuch der Männer vom Morgenstern, Band 51, 1970, S. 67–79.